# 層壓織物
層壓織物（英語：laminated fabric），又称粘合织物、叠层织物。是以高分子黏合的雙層或多層織物結構，被應用於雨衣、汽車等等。
其制作程序为把一层以上的织物（或非织造布）黏结在一起，或将织物与其他软片材料黏结在一起，形成兼有多种功能的复合材料。经过层压制得的层压织物，广泛应用于产业用品、服装之中。层压工艺有焰熔法、压延法、热熔法、粘合剂法四种。经过层压工序而将纺织品制成的产业用品，有层压水泥袋、医疗用布、防水透湿雨衣、坐椅包布、防护用品等。